# Peter Raymond
Peter „Pete“ Harlow Raymond (* 21. Januar 1947 in Princeton, New Jersey) ist ein ehemaliger Ruderer aus den Vereinigten Staaten. Er war mit dem Achter Olympiazweiter 1972.

## Karriere
Peter Raymond nahm 1968 im Vierer ohne Steuermann an den Olympischen Spielen in Mexiko-Stadt teil. Zusammen mit Raymond Wright, Charles Hamlin und Lawrence Terry belegte er den fünften Platz mit 3,69 Sekunden Rückstand auf die drittplatzierten Italiener. Raymond gehörte auch nach seiner Graduierung 1968 zum Nationalteam. So belegte er mit dem Achter den zwölften Platz bei den Europameisterschaften 1971. 
Bei den Olympischen Spielen 1972 in München waren 15 Achter am Start. Der Achter aus den Vereinigten Staaten mit Lawrence Terry, Franklin Hobbs, Peter Raymond, Timothy Mickelson, Eugene Clapp, William Hobbs, Cleve Livingston, Michael Livingston und Steuermann Paul Hoffman gewann den ersten Vorlauf vor dem Boot aus der Bundesrepublik Deutschland. Im Halbfinale belegte der Achter aus den USA den dritten Platz hinter den Achtern aus der DDR und aus der UdSSR. Im Finale siegte das Boot aus Neuseeland mit über zweieinhalb Sekunden Vorsprung, dahinter kämpften die Boote aus den USA und aus der DDR um den zweiten Platz, im Ziel hatten die Amerikaner sechs Hundertstelsekunden Vorsprung und erhielten die Silbermedaille.
Raymond war später Lehrer an einer Prep School in Boston und trainierte die Leichtgewichts- und Nachwuchsteams an der Harvard University.